# Kōichirō Tomita
| Odkryte planetoidy: 9 | Odkryte planetoidy: 9 |
| --------------------- | --------------------- |
| (2252) CERGA          | 1 listopada 1978      |
| (3056) INAG           | 1 listopada 1978      |
| (3765) Texereau       | 16 września 1982      |
| (4051) Hatanaka       | 1 listopada 1978      |
| (8788) Labeyrie       | 1 listopada 1978      |
| (8986) Kineyayasuyo   | 1 listopada 1978      |
| (11258) Aoyama        | 1 listopada 1978      |
| (32738) 1978 VT1      | 1 listopada 1978      |
| (69234) 1978 VO2      | 1 listopada 1978      |

Kōichirō Tomita (jap. 冨田弘一郎 Tomita Kōichirō; ur. 16 lutego 1925, zm. 22 maja 2006) – japoński astronom. W latach 1947–1985 pracował w Obserwatorium Astronomicznym w Tokio.
Odkrył 9 planetoid oraz był jednym z niezależnych odkrywców komety C/1964 L1 (Tomita-Gerber-Honda). Na jego cześć nazwano planetoidę (2391) Tomita.